# Lastreopsis shepherdii
Lastreopsis shepherdii là một loài thực vật có mạch trong họ Dryopteridaceae. Loài này được (Kunze ex Mett.) Tindale miêu tả khoa học đầu tiên năm 1957.